# AKAP7
AKAP7 (англ. A-kinase anchoring protein 7) – білок, який кодується однойменним геном, розташованим у людей на короткому плечі 6-ї хромосоми. Довжина поліпептидного ланцюга білка становить 104 амінокислот, а молекулярна маса — 11 465.
| 10         |  | 20         |  | 30         |  | 40         |  | 50         |
| ---------- |  | ---------- |  | ---------- |  | ---------- |  | ---------- |
| MGQLCCFPFS |  | RDEGKISELE |  | SSSSAVLQRY |  | SKDIPSWSSG |  | EKNGGEPDDA |
| ELVRLSKRLV |  | ENAVLKAVQQ |  | YLEETQNKNK |  | PGEGSSVKTE |  | AADQNGNDNE |
| NNRK       |  |            |  |            |  |            |  |            |

A: Аланін

C: Цистеїн

D: Аспарагінова кислота

E: Глутамінова кислота

F: Фенілаланін

G: Гліцин

I: Ізолейцин

K: Лізин

L: Лейцин

M: Метіонін

N: Аспарагін

P: Пролін

Q: Глутамін

R: Аргінін

S: Серин

T: Треонін

V: Валін

W: Триптофан

Задіяний у такому біологічному процесі, як альтернативний сплайсинг. 
Локалізований у клітинній мембрані, мембрані.